# Gareth Hughes (jinete)
Gareth Hughes (Northallerton, 1 de abril de 1971) es un jinete británico que compite en la modalidad de doma.
Ganó dos medallas de plata en el Campeonato Mundial de Doma, en los años 2014 y 2022, y tres medallas en el Campeonato Europeo de Doma entre los años 2013 y 2023.

## Palmarés internacional
| Campeonato Mundial | Campeonato Mundial    | Campeonato Mundial | Campeonato Mundial |
| Año                | Lugar                 | Medalla            | Categoría          |
| ------------------ | --------------------- | ------------------ | ------------------ |
| 2014               | Caen (Francia)        | Medalla de plata   | Por equipos        |
| 2022               | Herning (Dinamarca)   | Medalla de plata   | Por equipos        |
| Campeonato Europeo |                       |                    |                    |
| Año                | Lugar                 | Medalla            | Categoría          |
| 2013               | Herning (Dinamarca)   | Medalla de bronce  | Por equipos        |
| 2021               | Hagen (Alemania)      | Medalla de plata   | Por equipos        |
| 2023               | Riesenbeck (Alemania) | Medalla de oro     | Por equipos        |